# 白泉寺 (豊島区)
白泉寺（はくせんじ）は、東京都豊島区にある曹洞宗の寺院。

## 歴史
1611年（慶長16年）、雪外宗秀によって開山された。元々は遠江国（現・静岡県）に位置していたが、後に浅草北清島町（現・東京都台東区東上野）に移転した。
1911年（明治44年）に現在地に移転した。1945年（昭和20年）の空襲で焼失したが、境内社の万倍稲荷は無事であった。

## 交通アクセス
- 新庚申塚停留場より徒歩5分。